# 長豊県 (河北省)
長豊県（ちょうほう-けん）は、中華人民共和国河北省にかつて存在した県。現在の任丘市東部に相当する。
722年（開元10年）に唐代により設置され、1073年（熙寧6年）に北宋により廃止された。